# Sławomir Juszczyk
Sławomir Krzysztof Juszczyk (ur. 1958 w Radomsku) – polski ekonomista i polityk, profesor nauk ekonomicznych, były wiceprzewodniczący Polskiego Stronnictwa Ludowego, w latach 2001–2003 wicewojewoda łódzki.

## Życiorys
Urodził się w Radomsku, zamieszkał w Warszawie. Ukończył studia z zakresu ekonomiki rolnictwa w Szkole Głównej Gospodarstwa Wiejskiego w Warszawie i zarządzania bankiem w Szkole Głównej Handlowej. Początkowo pracował w Zespole Szkól Rolniczych w Strzałkowie i Dobryszycach, później został nauczycielem akademickim SGGW. Doktoryzował się w 1995 roku, habilitację zaś uzyskał w 2006 roku. Stanowisko  profesora nadzwyczajnego otrzymał w 2010 roku, 19 grudnia 2014 został profesorem tytularnym, a cztery lata później profesorem zwyczajnym.
W pracy naukowej specjalizował się w ekonomice rolnictwa i gospodarki żywnościowej, polityce gospodarczej, finansach oraz bankowości. Autor ponad 200 publikacji, w tym 21 książek. Był m.in. kierownikiem Katedry Zarządzania Filii Uniwersytetu Jana Kochanowskiego w Piotrkowie Trybunalskim oraz Zakładu Bankowości na Wydziale Nauk Ekonomicznych SGGW. Współpracował z administracją lokalną, rządową, bankami, przemysłem oraz Parlamentem Europejskim, był też konsultantem FAO (2010–2014). Odbył staże zagraniczne w USA i Finlandii.
Był zaangażowany w działalność polityczną w ramach Polskiego Stronnictwa Ludowego, do lutego 2005 był wiceprezesem Naczelnego Komitetu Wykonawczego PSL. Od 1998 do 2001 był członkiem zarządu powiatu piotrkowskiego. W 1997 roku bez powodzenia kandydował do Senatu (województwo piotrkowskie, otrzymał 35 469 głosów), w 2001 bez powodzenia kandydował do Sejmu, a w 2004 – do Parlamentu Europejskiego. Od 23 listopada 2001 do 12 marca 2003 sprawował funkcję wicewojewody łódzkiego, odpowiedzialnego za rolnictwo i sprawy społeczne. 
Prezes Stowarzyszenia Ogólnopolskiego „Towarzystwo Spółdzielców”, wiceprezes Zarządu
Krajowego Towarzystwa Uniwersytetów Ludowych RP, rektor Wyższej Szkoły Turystyki i Języków Obcych w Warszawie.